# ゴドベリ人
ゴドベリ人（ゴドベリじん、ゴドベリ語: гъибдиди ; アヴァル語: Гъодоберисел; ロシア語: Годоберинцы;  英語: Godoberi people）とは、ロシア連邦のダゲスタン共和国に居住する少数民族である。アヴァール人の一派とされる。

## 概要
ダゲスタンのボトリフ地域に居住する民族で、北東コーカサス語族のダゲスタン語派、アヴァル・アンディ諸語に属するゴドベリ語を話す。ロシアの人口統計ではアヴァール人に含まれる。
8,000人ほどのゴドベリ人のうち殆どがイスラム教スンニ派を信仰する。それまで独自の封建的自由共同体を持っていたが、1806年にロシアに併合された。